# 中华地蛛
中华地蛛（学名：Atypus sinensis）为地蛛科地蛛属的动物。在中国大陆，分布于山西、山东等地，常见于山林树木根部筑巢 穴居。该物种的模式产地在山西。
其种加词“sinensis”意为“中华的”。